# Bahrain i olympiska sommarspelen 1988
Bahrain deltog i de olympiska sommarspelen 1988 med en trupp bestående av sju deltagare, men ingen av landets deltagare erövrade någon medalj.

## Friidrott
| Idrottare          | Gren                         | Heat    | Heat      | Semifinal        | Semifinal        | Final            | Final            |
| Idrottare          | Gren                         | Tid     | Placering | Tid              | Placering        | Tid              | Placering        |
| ------------------ | ---------------------------- | ------- | --------- | ---------------- | ---------------- | ---------------- | ---------------- |
| Abdullah Al Doseri | Herrarnas 3 000 meter hinder | 9:10,85 | 29        | Gick inte vidare | Gick inte vidare | Gick inte vidare | Gick inte vidare |
| Khalid Goma        | Herrarnas 100 meter          | 10,80   | 69        | Gick inte vidare | Gick inte vidare | Gick inte vidare | Gick inte vidare |
| Ahmed Hamada       | Herrarnas 400 meter häck     | 51,34   | 29        | Gick inte vidare | Gick inte vidare | Gick inte vidare | Gick inte vidare |

## Fäktning
| Idrottare                                                       | Gren                 | Inledande omgång           | Åttondelsfinal    | Kvartsfinal       | Semifinal         | Final             | Slutlig placering |
| Idrottare                                                       | Gren                 | Motståndare Poäng          | Motståndare Poäng | Motståndare Poäng | Motståndare Poäng | Motståndare Poäng | Slutlig placering |
| --------------------------------------------------------------- | -------------------- | -------------------------- | ----------------- | ----------------- | ----------------- | ----------------- | ----------------- |
| Ahmed Al Doseri                                                 | Herrarnas värja      |                            | Gick inte vidare  | Gick inte vidare  | Gick inte vidare  | Gick inte vidare  | 69                |
| Saleh Farhan                                                    | Herrarnas värja      |                            | Gick inte vidare  | Gick inte vidare  | Gick inte vidare  | Gick inte vidare  | 68                |
| Abdul Rahman Khalid                                             | Herrarnas värja      |                            | Gick inte vidare  | Gick inte vidare  | Gick inte vidare  | Gick inte vidare  | 66                |
| Ahmed Al Doseri Abdul Rahman Khalid Khalifa Khamis Saleh Farhan | Herrarnas värja, lag | Sverige L 3-9 Ungern L 1-9 | Gick inte vidare  | Gick inte vidare  | Gick inte vidare  | Gick inte vidare  | 16                |

## Modern femkamp
| Idrottare                                        | Gren                   | Skytte | Skytte | Skytte    | Fäktning | Fäktning | Fäktning  | Simning  | Simning | Simning   | Ridning    | Ridning | Ridning   | Löpning  | Löpning | Löpning   | Totalt | Placering |
| Idrottare                                        | Gren                   | Ringar | Poäng  | Placering | Rekord   | Poäng    | Placering | Tid      | Poäng   | Placering | Tid/Straff | Poäng   | Placering | Tid      | Poäng   | Placering | Totalt | Placering |
| ------------------------------------------------ | ---------------------- | ------ | ------ | --------- | -------- | -------- | --------- | -------- | ------- | --------- | ---------- | ------- | --------- | -------- | ------- | --------- | ------ | --------- |
| Ahmed Al Doseri                                  | Individuella tävlingen | 189    | 890    | 40        | 30-34    | 735      | 39        | 3:51,740 | 1020    | 61        | 119,09/250 | 816     | 51        | 13:15,38 | 1180    | 14        | 4641   | 47        |
| Saleh Farhan                                     | Individuella tävlingen | 182    | 736    | 62        | 36-28    | 847      | 18        | 3:40,470 | 1112    | 51        | 105,21/270 | 824     | 50        | 13:48,65 | 1081    | 27        | 4641   | 47        |
| Abdul Rahman Khalid                              | Individuella tävlingen | 198    | 1088   | 1         | 25-39    | 650      | 56        | 3:43,040 | 1088    | 57        | 168,65/340 | 628     | 59        | 13:59,74 | 1048    | 37        | 4502   | 52        |
| Ahmed Al Doseri Saleh Farhan Abdul Rahman Khalid | Lagtävlingen           |        | 2714   | 11        |          | 2232     | 14        |          | 3220    | 18        |            | 2268    | 15        |          | 3309    | 8         | 13743  | 15        |